# Kærløber
Kærløber (Limicola falcinellus) er en vadefugl, der i Danmark er en sjælden trækgæst fra det nordlige Fennoskandinavien. Den ses især i juli/august, hvor den er på vej til overvintringsområdet, der strækker sig fra den Persiske Bugt til Østafrika.
Kærløber ligner en lille, ung alm. ryle, men kærløberen har markante hovedstriber ligesom bekkasinerne.
Den regnes normalt for at være den eneste art i slægten Limicola, men nogle forskere har foreslået at også spidshalet ryle (Calidris acuminata) placeres i denne slægt

, mens andre har foreslået at kærløberen flyttes til Philomachus-slægten
.